# Il placido Don (film 1930)
Il placido Don (in russo Тихий Дон?, Tichij Don) è un film muto del 1930 diretto da Ol'ga Ivanovna Preobraženskaja, Ivan Pravov e Michail Provor, basato sulle prime due sezioni del romanzo omonimo di Michail Šolochov.
Il film, insieme al precedente Il villaggio del peccato (1927) e al successivo, il sonoro Vraž'i tropy, tutti frutto della collaborazione fra Pravov e Preobraženskaja, fanno parte di una sorta di "trilogia rurale" realizzata dai due registi.

## Trama
Grigorij Melechov, discendente di una valente, ma non abbiente famiglia di cosacchi del Don, e Aksin'ja, vorrebbero coronare la loro storia d'amore sposandosi, ma ci sono degli impedimenti. In primo luogo, Aksin'ja è già sposata a Stepan Astachov, e, in secondo luogo, il padre di Grigorij, Pantelej, costringe il figlio (in tempi e situazioni in cui era possibile farlo) a sposare piuttosto Natal'ja Koršunova, che appare un miglior partito.
Non passa molto tempo prima che la situazione appaia invivibile, e Grigorij e Aksin'ja lasciano le rispettive famiglie per trovare impiego presso la tenuta che il generale Listnickij, grosso proprietario terriero, abita e gestisce assieme al figlio Evgenij.
Scoppia la guerra. Nonostante le evidenti rivalità, Grigorij e Stepan si incontrano sui campi di battaglia e sviluppano una comune coscienza di classe, rendendosi conto come, allora ed in passato, il popolo russo fosse stato mobilitato solo per difendere gli interessi delle ricche classi dirigenti, senza avere nulla in cambio.
Non bastasse, durante un congedo per convalescenza, Grigorij ritorna al paese solo per scoprire che Aksin'ja ha nel frattempo iniziato una relazione col nemico di classe Evgenij Listnickij. Egli lascia la località con sdegno ed estremo disappunto. Fortunatamente, gli eventi del 1917 stanno per mettere fine alla situazione di diseguaglianza.

## Produzione
La pellicola, restaurata nel 2006, ha una lunghezza di 2636 metri. Una copia della pellicola, della lunghezza di 2366 metri, è preservata presso l'Archivio federale tedesco.
Nel 1933 ne è stata realizzata una versione con una colonna sonora aggiunta.

## Distribuzione
Il film è uscito nelle sale cinematografiche sovietiche nel 1930: la prima data nota è comunque quella del 14 maggio 1931; nel corso del 1932 è stato distribuito anche negli Stati Uniti d'America, nel Regno Unito e in Danimarca.
In tempi recenti, Il placido Don è stato riproposto nel 2013 nell'ambito della XXVII edizione del festival "Il Cinema Ritrovato" di Bologna.
Il film è uscito in DVD a cura della Vostok Video, senza sottotitoli; è attestata inoltre l'esistenza di un'ulteriore edizione del film in DVD, con sottotitoli inglesi.

## Accoglienza
Pëtr Bagrov, del George Eastman Museum, riferisce che "gli autori furono lodati e criticati innanzitutto per l'approccio etnografico. Registi e attori in realtà conoscevano la vita delle campagne solo per averne letto nei libri (…) La popolarità di Il placido Don non fece che crescere con il tempo, tanto che la Cesarskaja e Abrikosov continuarono a essere identificati con Aksin'ja e Grigorij anche quando nel 1957-58 usci' il nuovo adattamento (…) Ma nell'immediato, il film conobbe un triste destino. (…) Il placido Don venne ritirato dalle sale, seppure non definitivamente, e i due registi furono espulsi dall'Associazione dei lavoratori della cinematografia rivoluzionaria "per asservimento all'ideologia dello spettatore piccolo-borghese"."
Secondo la studiosa di cinema Chiara Checcaglini, "la splendida regia di Preobraženskaja e Pravov esalta gli spazi della campagna, col cielo vasto, le colline, l'atmosfera soffusa della nebbia in lontananza, e l'acqua sempre al centro delle inquadrature, così come i corpi e i volti dei personaggi, che negli interni si stagliano su sfondi dettagliatissimi. Si attacca invece ai corpi feriti nelle scene di guerra, mentre gli sfondi deserti comunicano l’orrore della battaglia."